# Bernardino Telesio

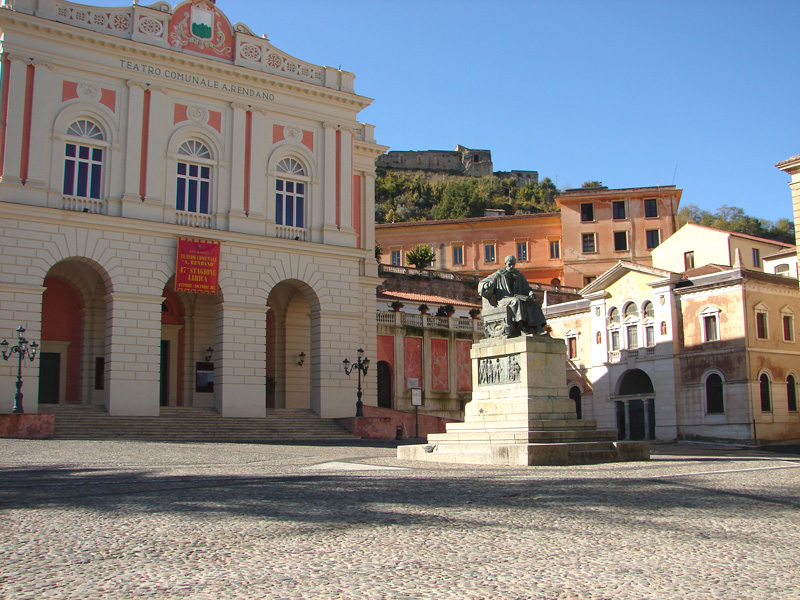
La statue de Telesio à Cosenza sur la place du 25-Mars, avec au deuxième plan l’Accademia Cosentina qui s'appela quelque temps Telesiana.

Bernardino Telesio (né le 7 novembre 1509 à Cosenza et mort le 2 octobre 1588  dans la même ville) est un philosophe italien de la Renaissance.

## Biographie
Né en 1509 à Cosenza en Calabre, dans une famille noble et riche, Bernardino Telesio y mourut en 1588. Il fut élevé à Milan par son oncle, Antonio Telesio, dans les lettres grecques et latines. En 1527, à Rome lors du sac de Rome par certaines troupes de Charles Quint, il perdit tout ce qu'il possédait. Il fit des études de philosophie et de mathématiques à Padoue. Il obtint le titre de docteur en philosophie en 1534, le titre de docteur en médecine en 1535. Il se retira à Rome puis en Calabre dans un monastère bénédictin, ensuite il travailla à Naples. En 1553, il se maria avec une veuve ; une fois veuf, en 1564, il rejeta l'offre du pape Pie IV de devenir archevêque de Cosenza. En revanche, il accepta une chaire offerte par le pape Grégoire XIII. En 1565, il publia à Rome son grand ouvrage, De rerum natura juxta propria principia (De la nature des choses selon leurs propres principes). Il rénova l’Académie de sa ville natale, qui porta quelque temps son nom : l'Accademia telesiana.

## Philosophie
Bernardino Telesio est l'un des premiers philosophes à tenter de secouer le joug d'Aristote en appelant à la raison et à l'expérience. Il veut étudier la nature des choses selon leurs propres principes, c'est-à-dire sans faire intervenir Dieu. Il défend donc un naturalisme immanentiste. Il oppose deux principes actifs, le froid (principe de contraction et d'immobilité) et le chaud (principe d'expansion et de mouvement), auxquels s'ajoute un troisième principe, passif, la matière. Ainsi s'explique le monde et sa naissance, mais aussi l'âme du vivant, un souffle répandu à travers le corps dans les cavités cérébrales et les nerfs.
Sa morale est aussi fondée sur des principes naturalistes. Il ramène la joie au sentiment de la conservation du corps, la tristesse à l'expression d'un affaiblissement de la force vitale.
Adepte du sensualisme, il se fonde sur les sens, qui amènent passivement la connaissance. Telesio veut que la connaissance se fonde sur l'expérience. L'entendement seul ne peut enfanter la vérité, et les raisonnements ne sont que des pressentiments qui restent à vérifier par les faits.
Son De rerum natura fut mis à l'Index en 1593.
Il eut une influence immense sur Francesco Patrizi (1529-1597), Tommaso Campanella (1568-1639) (et par lui sur Marco Aurelio Severino), Francis Bacon (1560-1626), Pierre Gassendi (1592-1655).

### Œuvres
- De rerum natura juxta propria principia (De la nature des choses selon leurs principes propres) (Rome, 1545, 1re édi. 1555 en 2 livres), édi. définitive 1586 Naples en 9 livres. De natura iuxta propria principia. Liber primus et secundus, Aragno, 2008. De rerum natura. Libri VII-VIII-IX, texte et trad. italienne, Franco Angeli, 1976. De rerum natura juxta propria principia, libri IX (1586), Kessinger, 2010, 416 p.  Il y tenta de faire revivre, en la complétant, la doctrine de Parménide, qui expliquait tout par deux principes, la chaleur ou le Soleil, et le froid ou la Terre ;
- De Somno ;
- De his guae in acre fiunt ;
- De Mari (1570) ;
- De Comelis et Circulo Lactea
- De usu respirationis.

### Études
- Histoire de la philosophie, Gallimard, coll. "La Pléiade", t. II, 1973, p. 314-316.
- N. C. Van Deusen, Telesio, the first of the Moderns, New York, 1932.
- Kristeller, Eight Philosophers of the Italian Renaissance, Stanford, 1964.

## Hommages
- (11278) Telesio, astéroïde

## Sources
- Marie-Nicolas Bouillet  et Alexis Chassang (dir.), « Bernardin Telesio » dans Dictionnaire universel d’histoire et de géographie, 1878 (lire sur Wikisource)